# Хоккейные коньки

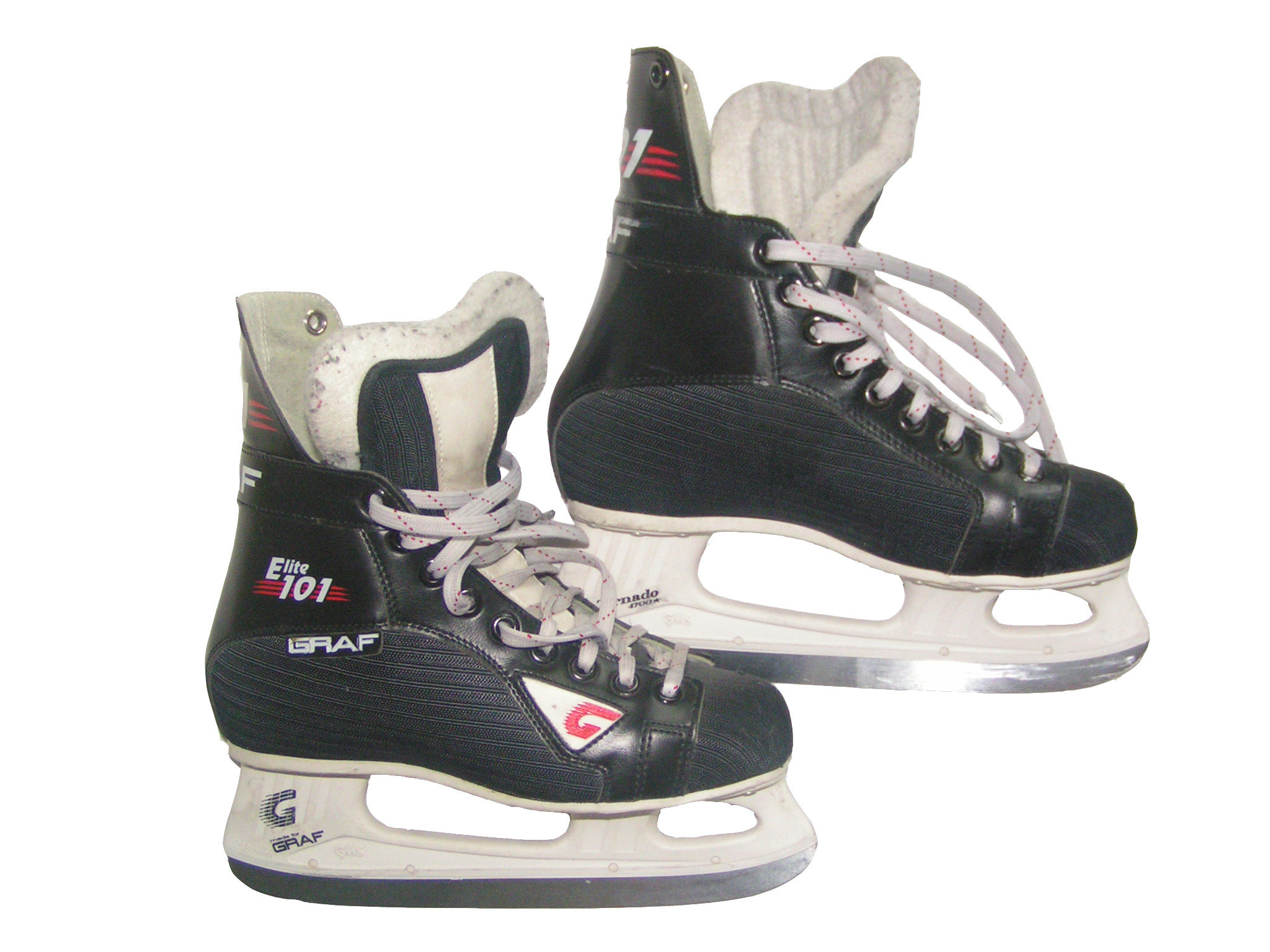
Коньки полевого игрока для хоккея с шайбой

Хоккейные коньки — коньки, предназначенные для хоккея с шайбой и хоккея с мячом. Характерной особенность данного вида коньков, является высокая жесткость ботика, которая позволяет хоккеисту обладать повышенной маневренностью и обеспечивает надежную защиту от попадания шайбы или мяча. У некоторых хоккейных коньков имеются зубчики на передней части лезвия так же, как и у фигурных. Такие коньки предназначены защищать стопу и лодыжку от травм и при этом обеспечивать максимальный комфорт. В хоккее мелочей не бывает — важен каждый элемент экипировки и от правильности его выбора зависит эффективность действий игрока и степень его защищённости от повреждений.

## История
Первые в мире коньки появились около 5000 лет назад, и были из костей животных, которые люди привязывали к ногам кожаными ремнями. Первые хоккейные коньки были просто лезвиями из металла привязанными к обычной обуви.

## Виды коньков
Существуют хоккейные коньки двух типов - для полевых игроков и для вратарей. Среди первого различаются коньки для хоккея с шайбой и для хоккея с мячом. Также коньки по уровню можно разделить на любительские, полупрофессиональные и профессиональные. У вратарских коньков в отличие от обычных более длинное широкое лезвие, пластиковая ударопрочная внешняя конструкция, укороченный задник и специальные отверстия в стакане конька для крепления щитков.

## Ботинки
Ботинки хоккейных коньков изготавливаются из синтетических материалов (термопласт, этиленвинилацетат, нейлон, поливинилхлорид, полипропилен, полиуретан, композитные материалы). 

В профессиональных и полупрофессиональных моделях коньков верхняя часть силового каркаса и корпуса ботинка выполнены из термоформуемых материалов. Это позволяет в процессе цикла термоформования адаптировать внутреннюю геометрию разогретого ботика под анатомические особенности  ног (ступней) хоккеиста. Подошва ботинок хоккейных моделей изготавливается, как правило, из пластика или из композитных материалов. 
Существует правило — коньки должны быть на полразмера (в североамериканской размерной системе) больше, чем нога. Главный критерий конечно — насколько комфортно ноге в ботинке. Ботинки для хоккея с шайбой изготавливают с высоким прочным задником, а для хоккея с мячом —  без него.

## Стакан
При выборе хоккейных коньков особое внимание следует обратить на стакан — часть, соединяющую ботинок и лезвие. 
Все стаканы по типу крепления лезвий делятся на следующие виды: 
- Со впаянным лезвием. В процессе производства лезвие закладывают в пресс-форму на этапе отливки и оно надежно впаивается в пластиковый стакан.
- Со сменным лезвием. Монтаж лезвия осуществляется посредством болтовых соединений.
- С быстросменным лезвием. Стойка данного типа снабжена курковым механизмом позволяющим за считанные секунды заменять лезвие без использования дополнительных инструментов.

Стаканы делают для закрытых и открытых катков (из морозоустойчивого пластика). Стаканы на коньках профессионального уровня со съемными лезвиями. Основное отличие стаканов это высота "пятки". Существуют стаканы с системой которая позволяет менять высоту "пятки" за счет изменения высоты крепления лезвия (система PITCH от компании MISSION). Современные технологии позволяют сделать стакан любого цвета, делают даже прозрачные. Крепятся стаканы к ботинку в основном заклепками. Компания GRAF выпускает коньки с винтовым креплением стаканов к ботинку. Самые популярные стаканы среди профессионалов это TUUK.

## Лезвие
Лезвия для хоккейных коньков изготавливаются, в основном, из никелированной или хромированной стали. По длине они должны совпадать с ботинком, а если и изготавливаются из нержавеющей стали, то с высокой степенью закалки. Для хоккея с мячом лезвия обычно длиннее, выступают за края ботинка, как впереди носка, так и позади пятки. 
Главный принцип при выборе лезвия, чем оно длиннее, тем меньше маневренность, но выше скоростные характеристики. Именно по этой причине профиля лезвий коньков для хоккея с шайбой имеют укороченную радиусную форму для максимальной маневренности, а в хоккее с мячом напротив  часто используется прямое лезвие для увеличения скоростной выносливости, так как поле там заметно больше по размеру.    
Дорогие модели коньков оснащены съёмными лезвиями, так как корпус ботинка изнашивается не так интенсивно, как его лезвия. Лезвия должны быть гладкими и прямолинейными по всей длине, без трещин, вмятин, заусенцев. Заточка лезвия должна быть гладкой с чёткими краями, обычно так делают в хоккее с мячом, либо, как предпочитают в хоккее с шайбой, иметь полукруглый вогнутый профиль по всей длине. Игроки сами выбирают себе глубину и радиус профиля заточки. Лезвия от разных производителей, как правило, не взаимозаменяемые.
У никелированных лезвий поверхность должна быть без матовых и тёмных пятен, точек, царапин, следов ржавчины. Признаком хорошего лезвия является матовый блеск у нержавеющей стали, такие коньки не понадобится часто затачивать и скольжение у них очень хорошее. Центр носка и пятки подошвы всегда должен совпадать с лезвием в противном случае конёк будет уезжать в сторону.